# Abadía de Orval
La abadía de Nuestra Señora de Orval (en neerlandés Abdij Notre-Dame d'Orval y en francés Abbaye Notre-Dame d'Orval) es una abadía cisterciense fundada en 1132 en la región histórica de Gaume, en Bélgica, y está situada en Villers-devant-Orval, actual provincia valona de Luxemburgo. La abadía es conocida por su historia y la vida espiritual de los monjes, pero también por la producción local de un queso del mismo nombre y de la cerveza trapista Orval, en la fábrica de cerveza anexa.

## Primera fundación

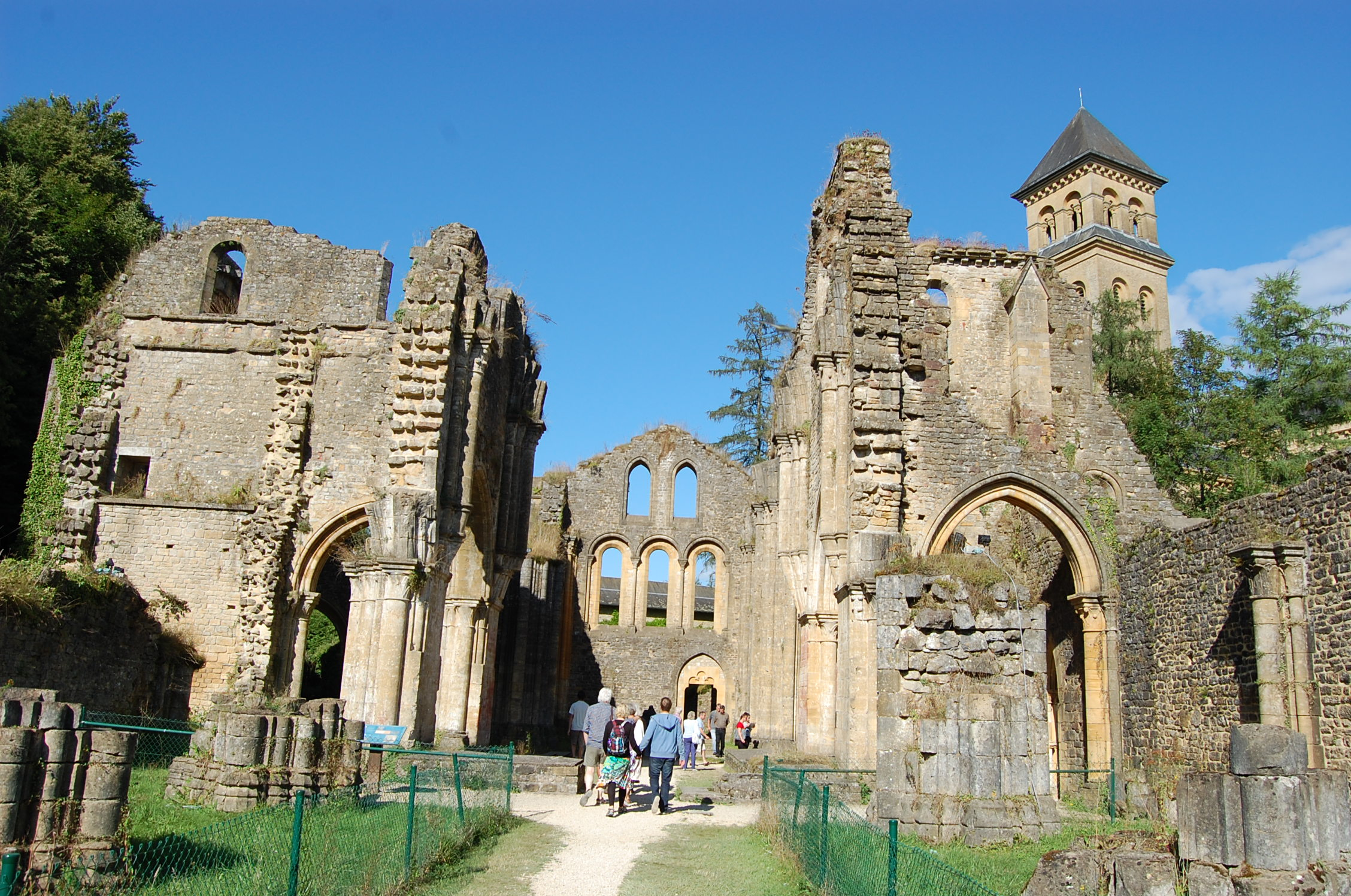
La iglesia de la abadía.

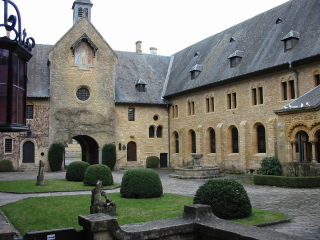
Entrada de la abadía a través del claustro.

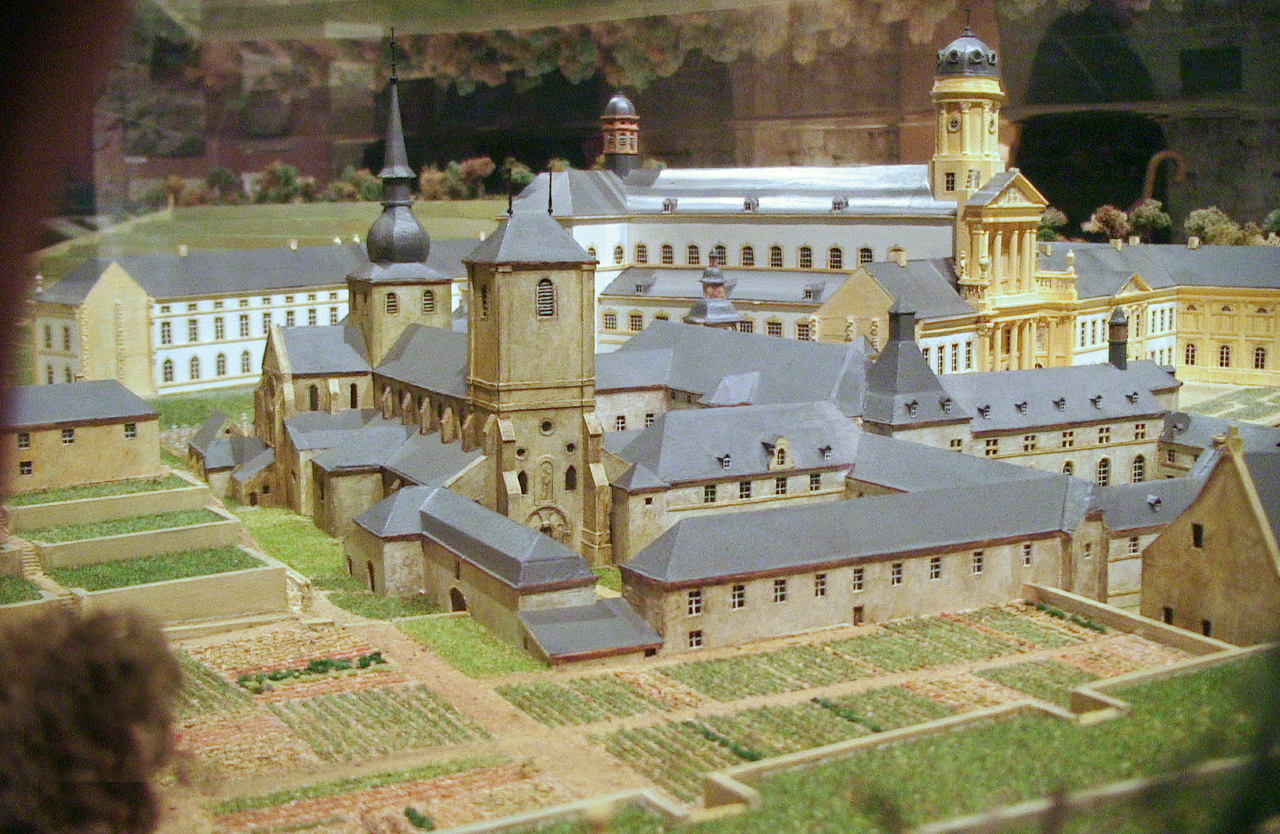
Modelo de la abadía anterior a la Revolución Francesa.

El lugar había sido ocupado a finales del período merovingio pero hay rastros de una capilla del siglo X. En 1070, un grupo de monjes benedictinos procedentes de Calabria se establecieron aquí, mediando la invitación de Arnould conde de Chiny, y empezaron a construir una iglesia y un monasterio. Sin embargo, después de alrededor de cuarenta años, probablemente a causa de la muerte del conde Arnould, se fueron de allí. Fueron reemplazados por una comunidad de canónigos que terminaron los trabajos. La iglesia fue consagrada el 30 de septiembre de 1124.
En 1132, llegó un grupo de monjes cistercienses de la abadía de Troisfontaines de la Champaña y los dos grupos se unieron en una única comunidad bajo la orden cisterciense, bajo la guía del abad Constantin. Alrededor de 1252, el monasterio fue destruido por un incendio; la reconstrucción requirió alrededor de cien años.
Entre los siglos XV y XVI, las numerosas guerras entre Francia y las regiones circundantes (Borgoña y España) tuvieron un fuerte impacto sobre Orval. Se construyó una fundición en el interior de la abadía; luego, en 1637, durante la Guerra de los Treinta Años, el monasterio fue saqueado e incendiado por mercenarios franceses.
En el curso del siglo XVII, la abadía se adhirió a la rama de los trapenses de la Orden Cisterciense, pero se reconvirtió nuevamente a la Regla de San Bendecido alrededor de 1785. En 1793, durante la Revolución francesa, la abadía, culpable de haber hospedado a las tropas austríacas, fue incendiada completamente por el ejército francés y la comunidad entera se dispersó.

## Segunda fundación
En 1887, el terreno y las ruinas de la abadía fueron adquiridos por la familia Harenne, que las donó de nuevo a la Orden Cisterciense en 1926, de modo que se pudiera reanudar la vida monástica en aquel lugar sagrado. Entre ese año y 1948, bajo la dirección del monje trapense Marie-Albert van der Cruyssen, se construyó el nuevo monasterio y en 1935 Orval readquirió el reconocimiento de abadía. La nueva iglesia fue consagrada el 8 de septiembre de 1948.
Las ruinas de los edificios medievales pueden verse a día de hoy.

## La leyenda de Orval
Hay una leyenda sobre la fundación de la abadía que intenta explicar el significado del nombre Orval y su origen. Según la leyenda, la viuda  Matilde de Canossa estaba visitando el lugar, cuando se le cayó el anillo nupcial a un río. Después haber rezado para recuperar el anillo, apareció una trucha en la superficie del agua con el anillo en la boca. La viuda exclamó «¡Esto es realmente un Val d'Or!", de lo que derivaría el nombre «Orval». El símbolo de la abadía muestra la trucha con el anillo en la boca, y aquel río abastece todavía hoy agua al monasterio y a la fábrica de cerveza anexa.